# 關屋站 (奈良縣)
關屋站（日语：／ Sekiya eki */?）是位於奈良縣香芝市關屋，近畿日本鐵道（近鐵）的大阪線車站。車站編號為「D20」。
在2005年春季，此站加設副站名「大阪樟蔭女子大學前」，後來該大學關屋校園在2015年3月關校，在2015年11月，隨著站牌加設車站編號，把副站名除去。

## 歷史
- 1927年（昭和2年）7月1日 - 大阪電氣軌道八木線恩智站至高田站（現時為大和高田站）之間開通，此站啟用[1]。
- 1941年（昭和16年）3月15日 - 大阪電氣軌道與参宮急行電鐵合併，關西急行鐵道成立[1]。
- 1944年（昭和19年）6月1日 - 關西急行鐵道與南海鐵道（為南海電氣鐵道的前身）合併，成為近畿日本鐵道的車站[1]。
- 1992年（平成4年）10月16日 - 大阪教育大前站至此站之間的上行線改用新玉手山隧道[1]。同月28日，下行線也使用新隧道[1]。
- 2007年（平成19年）4月1日 - 車站可以使用PiTaPa[2]。

## 車站構造
車站為地面車站，設有2面2線的相對式月台和跨站式站房。此站只有一處閘口和三處出口（北方、東北方和東南方）。
此站是由大和高田站管理的有人車站。設有可使用PiTaPa、ICOCA的自動閘機和自動補票機（可支援回數卡及IC卡，以及IC卡增值功能）。

### 月台
| 月台 | 路線   | 上下行 | 方向                                                     |
| ---- | ------ | ------ | -------------------------------------------------------- |
| 1    | 大阪線 | 下行   | 五位堂、大和八木、榛原、伊勢志摩、名古屋方向             |
| 2    | 大阪線 | 上行   | 河內國分、布施、大阪上本町、大阪難波、尼崎、神戶三宮方向 |

## 使用狀況
以下為近年度指定日期調查上下車人次列表。
- 2018年11月13日：4,122人
- 2015年11月10日：4,459人
- 2012年11月13日：5,873人
- 2010年11月9日：6,117人
- 2008年11月18日：6,371人
- 2005年11月8日：6,220人

以下為近年1日平均乘車人次列表。
| 年度               | 1日平均 乘車人次 |
| ------------------ | ---------------- |
| 1995年（平成7年）  | 3,703            |
| 1996年（平成8年）  | 3,558            |
| 1997年（平成9年）  | 3,456            |
| 1998年（平成10年） | 3,302            |
| 1999年（平成11年） | 3,214            |
| 2000年（平成12年） | 3,049            |
| 2001年（平成13年） | 3,002            |
| 2002年（平成14年） | 2,983            |
| 2003年（平成15年） | 3,083            |
| 2004年（平成16年） | 3,279            |
| 2005年（平成17年） | 3,305            |
| 2006年（平成18年） | 3,312            |
| 2007年（平成19年） | 3,289            |
| 2008年（平成20年） | 3,265            |
| 2009年（平成21年） | 3,209            |
| 2010年（平成22年） | 3,142            |
| 2011年（平成23年） | 2,989            |
| 2012年（平成24年） | 2,933            |
| 2013年（平成25年） | 2,959            |
| 2014年（平成26年） | 2,789            |
| 2015年（平成27年） | 2,233            |
| 2016年（平成28年） | 2,178            |
| 2017年（平成29年） | 2,142            |

## 車站周邊
- 香芝市立香芝西中學（日语：香芝市立香芝西中学校）
- 香芝市立關屋小學
- 智辯學園奈良學院（日语：智辯学園奈良カレッジ小学部・中学部・高等部）
- 香芝關屋郵局
- 屯鶴峯（日语：屯鶴峯）
- 大阪樟蔭女子大學（日语：大阪樟蔭女子大学）關屋校園（在2014年度關校）

### 周邊住宅區
- 青葉台（關屋北）
- 近住（近鐵住宅、關屋北）
- 櫻丘（穴虫）
- 田尻（田尻）
- Ashibi高地（上中）

## 巴士路線
香芝市社區巴士
- 田尻線　關屋西巴士站
  - 前往田尻／經綜合福祉中心 前往香芝市政廳
  - 逢星期四、部分假日及12月27日～1月4日暫停服務，每日設有6往返班次

## 相鄰車站
近畿日本鐵道
 大阪線
■快速急行、■急行
通過
■準急、■區間準急、■普通
大阪教育大前（D19）－關屋（D20）－二上（D21）

## 註腳
1. 1 2 3 4 5  曾根悟（監修）. . 朝日百科週刊. 2號 近畿日本鐵道 1. 朝日新聞出版. 2010-08-22: 18–23. ISBN 978-4-02-340132-7 （日语）.
2. ↑   (PDF) (新闻稿). 近畿日本鐵道. 2007-01-30  [2016-03-09]. （原始内容 (pdf)存档于2016-08-07） （日语）.
3. ↑  駅別乗降人員 大阪線 （页面存档备份，存于）（日語） - 近畿日本鐵道
4. ↑  .   [2020-10-06]. （原始内容存档于2020-07-23）.

## 外部連結
- 關屋 - 近畿日本鐵道（日語）